# Mesochorus agnellonis
Mesochorus agnellonis là một loài tò vò trong họ Ichneumonidae.